# Mark French
Pour les articles homonymes, voir French.
Mark French est un coureur cycliste sur piste australien, né le 13 octobre 1984 à Melbourne. Il est connu pour avoir été au cœur d'une affaire de dopage en 2004-2005 ; il a été blanchi faute de preuves par le Tribunal arbitral du sport.

## Biographie

### Affaire de dopage
Mark French s'est fait connaître dans le cadre de l'affaire de dopage qui porte son nom. En 2004, le personnel d'entretien retrouve 13 ampoules marquées "EquiGen" (une hormone de croissance dérivée de l'équine), ainsi que des seringues et des vitamines près de la chambre qu'il occupe à l'Institut Australien du Sport. Les seringues saisies s'avèrent contenir effectivement de l'EquiGen.
Entendu sous serment par le tribunal arbitral du sport, French dénonce Shane Kelly, Sean Eadie, Jobie Dajka et Graeme Brown comme les coureurs qui venaient régulièrement s'injecter des vitamines et des suppléments dans sa chambre,. Il confirme ensuite qu'ils se sont dopés une à deux fois par semaine pendant plusieurs mois, dans la chambre 121 de l'Institut Australien du Sport. French est alors suspendu deux ans pour usage et trafic de cortico-stéroides et d'équine. Aucun autre cycliste n'est convaincu de dopage dans cette affaire, mais Jobie Dajka est reconnu coupable d'avoir menti aux enquêteurs et suspendu. il est alors renvoyé du camp de préparation aux Jeux olympiques d'Athènes.
French fait alors appel, et est relaxé par le Tribunal arbitral du sport faute de preuves. Du fait de cette affaire, French n'a pu participer aux Jeux olympiques d'Athènes . Furieux contre le monde du cyclisme, French déclare : « Ce n'est qu'après le jour où la décision d'appel a été rendue que j'ai commencé à apprécier la vie ».

### Retour au cyclisme
French ne se qualifie pas pour les Jeux du Commonwealth 2006, mais est sélectionné dans l'équipe nationale australienne pour les Jeux olympiques de Pékin. Il termine 4e de la vitesse par équipes et 13e de la vitesse. 

## Palmarès

### Jeux olympiques
- Pékin 2008
  - 4e de la vitesse par équipes
  - 13e de la vitesse

### Championnats du monde
- Stuttgart 2003
  - 4e de la vitesse par équipes
- Palma de Majorque
  - 10e de la vitesse
- Manchester 2008
  - 5e de la vitesse par équipes

### Championnats du monde juniors
- 2001
  -  Champion du monde de vitesse juniors
  -  Champion du monde de vitesse par équipes juniors (avec Kial Stewart et Jason Niblett)
- 2002
  -  Champion du monde de vitesse juniors
  -  Champion du monde de keirin juniors

### Coupe du monde
- 2003
  - 1er de la vitesse à Aguascalientes
  - 2e de la vitesse à Sydney
  - 2e de la vitesse par équipes à Sydney
- 2007-2008
  - 3e de la vitesse par équipes à Los Angeles

### Jeux océaniens
- 2006
  -  Médaillé d'or en vitesse
  -  Médaillé d'or en keirin
  -  Médaillé d'argent en vitesse par équipes (avec Daniel Ellis et Jason Niblett)

### Championnats d'Océanie
| Édition / Épreuve | Keirin | Vitesse individuelle | Vitesse par équipes |
| 2003              | Or     | Argent               |                     |
| 2006              | Or     | Or                   | Argent              |
| 2007              |        |                      | Bronze              |

### Championnats nationaux
- 2003
  -  Champion d'Australie de keirin
- 2007
  -  Champion d'Australie de vitesse par équipes (avec Joel Leonard et Shane Perkins)
  - 2e de la vitesse
- 2008
  -  Champion d'Australie de vitesse
  -  Champion d'Australie de vitesse par équipes (avec Shane Kelly et Shane Perkins)
  -  Champion d'Australie de keirin